# Soréac
Soréac település Franciaországban, Hautes-Pyrénées megyében. Lakosainak száma 46 fő (2022. január 1.). Soréac Castéra-Lou, Bouilh-Péreuilh, Dours és Louit községekkel határos.

## Népesség
A település népessége az elmúlt években az alábbi módon változott:
| Lakosok száma | 49   | 56   | 53   | 47   | 43   | 43   | 44   | 44   | 46   |
|               | 2013 | 2015 | 2016 | 2017 | 2018 | 2019 | 2020 | 2021 | 2022 |